# Мідиця звичайна
Мідиця звичайна, або бурозубка звичайна (Sorex araneus) — вид роду мідиць (Sorex) родини мідицевих, або бурозубих землерийок (Soricidae). Типовий вид роду Sorex, який, у свою чергу, є типовим родом для всієї родини мідицевих, Soricidae. Також відома як жджок.

## Морфологічна характеристика
55—82 мм завдовжки і вагою 5—12 г. Має оксамитове темно-буре хутро та блідіші нижні частини тіла. Молоді тварини світліші до першого линяння, коли з'являється перше зимове хутро. Також ця мідиця має маленькі очі, гостру морду та зуби з рудими коронками. Живе у середньому близько 23 місяців.
На прикладі цього виду описано явище Денеля — феномен зимового зменшення розмірів та ваги.

## Поширення
Найпоширеніший представник родини мідицевих (Soricidae) та один з найпоширеніших ссавців Північної Європи, включаючи Велику Британію. В Україні — один з найпоширеніших видів своєї родини. Найхарактерніший для лісової та лісостепової смуг, долинами річок і мережею байраків проникає глибоко у степ.

## Генетика
До цього виду відноситься складний комплекс видів і хромосомних рас невизначеного (імовірно, напіввидового та підвидового) рангу. Унікальною особливістю виду є широкий хромосомний поліморфізм (2Na=18=28) і складна система статевих хромосом (у самців тривалент XY1Y2).